# Жељко Обреновић
Жељко Обреновић (Ваљево, 12. септембар 1982) српски је књижевник.

## Биографија
Рођен је 1982. године у Ваљеву. Дипломирао је на катедри за српску књижевност на Филолошком факултету у Београду. Објавио је романе Српски психо (Лагуна, 2007), Талог (Букинг, 2012) и Камено језеро (Контраст, 2016), као и стрип Картон сити (Модести стрипови, 2016). Написао је велики број филмских и књижевних приказа (Градина, Плејбој, Пресинг, Френци Спарк, УППС, Фреш МакКен, Сити Магазин); добитник је награде Академије уметности на конкурсу У потрази за новом причом, а Талог се нашао у најужем избору за награду Проза на путу. Роман Српски психо, прича Ко је убио љубав и стрип Најбољи човеков пријатељ је пас преведени су на пољски језик. Приче су му публиковане у Трећем тргу, Емитору, Трешу, Убику, Зборнику радионице за писање поезије и прозе, Арт-Аними, Хели Черију, антологијама Харп и друге приче о теоријама завере, Аномалија 2 и Чиста слика Србије, а стрипови у антологијама Балкан Твајлајт и Линије фронта 2.

### Романи
- Српски психо (роман), Лагуна, 2007.
- Талог (роман), Букинг, 2012.
- Камено језеро (роман), Контраст, 2016.
- Колосеум (роман), Контраст, 2020.

### Приче
- Скривено унутра (прича), Трећи трг #11, 2006, Хели Чери #51, 2006, Зборник Волим да летим, 2014.
- Прича о два дечака (прича), Трећи трг #11, 2006, Зборник радионице за писање поезије и прозе #1, 2006.
- Позив пре свитања (прича), Трећи трг #13, 2006.
- Отровна гејша (прича), Треш #4, 2008.
- Музеј ђубрета (прича), Чиста слика Србије, Лагуна, 2011.
- Картон сити (прича), Емитор #481, 2012, Убик #14, 2014.
- Сумрак богова, свитање вампира (прича), ХААРП и друге приче о теоријама завере, Паладин, 2014.
- Тамо где живи Сунце (прича), Аномалија #2, 2015.
- Невидљиви човек (прича), Она магазин #83, 2017.

### Стрипови
- Девојка слабог имунитета (стрип), Панчево: Културни центар, 2007.
- Музеј ђубрета (стрип), Емитор #484, 2013.
- У име оца (стрип), Линије фронта 2, Систем Комикс, 2015.
- Картон сити (стрип албум), Модести стрипови, 2016.